# Einsteins håndvask
Einsteins håndvask er en antik håndvask, som har været i brug på det fysiske fakultet ved Leiden Universitet siden 1920. Håndvasken var oprindeligt placeret i den store forelæsningssal i det gamle Kamerlingh Ohnes laboratorium. Da fysikerne flyttede til Leiden Bioscience park i 1977 blev håndvasken taget med. Her står den fortsat i den nuværende store forelæsningssal (De Sitterzaal), hvor den viderefører traditionen med at vaske hænderne på berømte, besøgende forskere. Tidligere brugere af håndvasken inkluderer Paul Ehrenfest, Heike Kamerlingh Onnes, Hendrik Antoon Lorentz og Albert Einstein. samt nyere nobelprismodtagere så som Brian Schmidt og Albert Fert.
I 2015 blev planer om at bygge et nyt science campus, som skal erstatte det nuværende i 2025, fremlagt. Efter nogle forespørgsler stod det klart, at fakultetsnævnet ikke havde tænkt sig at medbringe håndvasken endnu engang, og en underskriftsindsamling for at redde håndvasken blev derfor sat i værk. Dette førte til, at håndvasken blev vist i både lokale og nationale medier.  På en måned blev der indsamlet 197 underskrifter, som senere blev præsenteret for fakultetsnævnet. Det naturvidenskabelige fakultet accepterede indsamlingen og meddelte d. 21. april 2015, at håndvasken vil blive flyttet til en forelæsningssal i den nye bygning,  hvor den også fremover vil tjene fysikerne.